# 라프텔
라프텔(영어: Laftel)은 대한민국의 애니메이션 제작사 방영중 스트리밍 플랫폼이다.

## 서비스
사용자의 취향을 분석해 개인에게 맞는 콘텐츠를 제안해주는 것이 특징이며, 역대 인기작부터 독점 콘텐츠에 이르기까지 다양한 애니메이션을 즐길 수 있다. 또한 작품을 장르/태그/분기/제작사/출시타입/브랜드 별로 분류해 찾아볼 수 있어 편리하다.
자체 제작한 애니메이션도 선보이고 있다. 2020년에는 이온 작가의 웹툰 ‘슈퍼 시크릿’을 애니메이션으로 제작했으며 2021년에는 최은영 작가의 단편소설 ‘그 여름’을 애니메이션으로 선보였다.
불법 다운로드의 비중이 상당한 애니메이션 시장에서 작품을 합법적으로 감상할 수 있는 서비스를 제공하는 방식으로 시장 양성화에 앞장서고 있다.

## 구독 및 감상
구독 방식도 다양하다. SVOD(정기 구독을 통한 무제한 감상), TVOD(건당 개별 포인트 결제 후 감상), AVOD(광고를 통한 무료 감상) 등이 있다. SVOD(정기 구독을 통한 무제한 감상) 방식의 경우 최근 최대 4인까지 동시 접속이 가능한 프리미엄 멤버십이 새로 생겼다.
애니메이션인 만큼 TV 감상도 가능하다. TV앱을 설치하거나, 크롬캐스트 액세서리를 활용하여 기기를 연결하면 된다. TV앱 이용자가 증가함에 따라 업데이트도 지속적으로 진행 중이다.